# Каслпланкет
Каслпланкет (англ. Castleplunket; ирл. Lios Lachna) — деревня в Ирландии, находится в графстве Роскоммон (провинция Коннахт) на пересечении дорог R377 и R367.